# 석회암 동굴

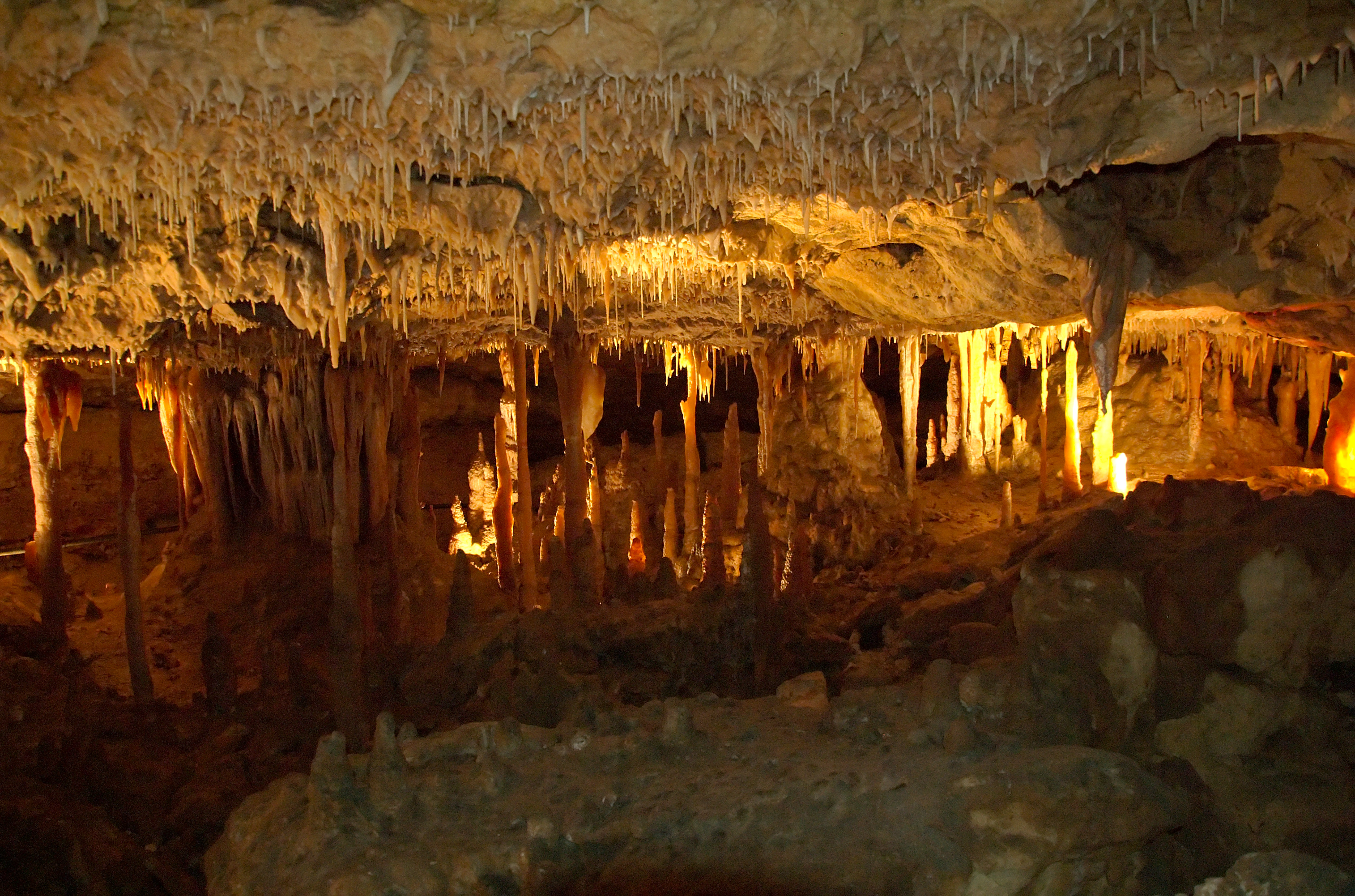

석회암 동굴은 석회암 지대에서 물에 의한 용식(溶蝕)으로 생기는 동굴이다. 석회동굴이나 종유동이라고도 한다. 석회암이 분포하는 지대에서 이산화 탄소가 섞인 빗물이나 지표수가 석회석의 틈으로 침투하거나, 그 지대를 흐르는 지하수에 이산화탄소가 녹아 있으면, 석회암의 주성분인 탄산칼슘이 물과 물에 녹아 있는 이산화 탄소와 반응하여 물에 잘 녹는 탄산수소칼슘이 되면서 석회암 지대에 침식이 일어나게 되며, 이 과정이 계속되어 물이 석회암 지대를 계속해서 침식하면서 석회암 동굴이 생기게 된다. 카르스트 지형에서 쉽게 볼 수 있는 지형 중의 하나이다.
석회암동굴에 생성되는 특이한 형태의 암석으로는 종유석, 석순, 석주 등이 있으며, 이들은 탄산수소칼슘 형태로 물에 용해되어 있는 탄산칼슘 성분이 석회암동굴이 생성될 때와 역방향의 반응을 일으켜 동굴벽에 석출되면서 만들어진다.
미국 켄터키주의 매머드 동굴은 세계에서 가장 큰 석회암동굴로, 그 길이가 약 300km, 너비가 최대 150km, 높이가 80m에 이른다.

## 한국의 석회암 동굴
한국에서는 태백산 분지의 조선 누층군 석회암 지대에 석회암 동굴이 많으며, 평안북도 영변군의 동룡굴, 경상북도 울진군의 성류굴, 강원특별자치도 영월군의 영월 고씨굴, 충청북도 단양군의 단양 고수동굴 등이 유명하다. 특히 대한민국에서는 고생대 초기에 형성된 퇴적암 지층 조선 누층군의 풍촌 석회암층과 막골층, 정선 석회암층 3개 지층에 수많은 석회암 동굴이 발달한다. 
- 영월 고씨굴 - 조선 누층군 막골층에 발달
- 단양 고수동굴 - 조선 누층군 막골층에 발달
- 단양 천동동굴 - 조선 누층군 풍촌 석회암층에 발달
- 삼척 대이리 동굴지대 - 조선 누층군 풍촌 석회암층, 화절층에 발달
- 합천배티세일동굴 - 경상 누층군 진주층 내에 협재된 석회암이 용식되어 발달.

## 참고 자료
- 이 문서에는 다음커뮤니케이션(현 카카오)에서 GFDL 또는 CC-SA 라이선스로 배포한 글로벌 세계대백과사전의 내용을 기초로 작성된 글이 포함되어 있습니다.